# Артистичне плавання на Чемпіонаті світу з водних видів спорту 2023 — дует, технічна програма
Змагання з артистичного плавання в технічній програмі дуетів на Чемпіонаті світу з водних видів спорту 2023 відбуться 14 і 16 липня 2023 року.

## Результати
Попередній раунд відбувся 14 липня о 15:42 за місцевим часом. Фінал відбувся 16 липня о 19:30 за місцевим часом.
Зеленим позначено фіналісток
| Місце | Країна          | Плавчині                                       | Попередній раунд | Попередній раунд | Фінал            | Фінал            |
| Місце | Країна          | Плавчині                                       | Очки             | Місце            | Очки             | Місце            |
| ----- | --------------- | ---------------------------------------------- | ---------------- | ---------------- | ---------------- | ---------------- |
| 1     | Японія          | Мое Хіґа Масіро Ясунаґа                        | 215.2700         | 12               | 273.9500         | 1                |
| 2     | Італія          | Лінда Черруті Лукреція Руджеро                 | 234.2667         | 8                | 263.0334         | 2                |
| 3     | Іспанія         | Аліса Ожогіна Іріс Тіо Касас                   | 228.7059         | 9                | 257.8368         | 3                |
| 4     | Китай           | Ван Люї Ван Цяньї                              | 280.3334         | 1                | 249.4099         | 4                |
| 5     | Австрія         | Анна-Марія Александрі Ейріні-Марина Александрі | 275.3233         | 2                | 240.5117         | 5                |
| 6     | Греція          | Софія Малкогеоргу Евангеліна Платаніоті        | 236.1667         | 7                | 238.4784         | 6                |
| 7     | Нідерланди      | Брег'є де Брауер Норт'є де Брауер              | 259.9635         | 4                | 231.7799         | 7                |
| 8     | Велика Британія | Кейт Шортман Ізабелл Торп                      | 226.9067         | 10               | 228.3801         | 8                |
| 9     | Мексика         | Нурія Діосгадо Хоана Хіменес                   | 244.2000         | 6                | 222.5667         | 9                |
| 10    | Україна         | Марина Алексіїва Владислава Алексіїва          | 274.1934         | 3                | 213.1599         | 10               |
| 11    | Португалія      | Марія Гонкалвес Шейла Вієра                    | 217.5866         | 11               | 208.4600         | 11               |
| 12    | Ізраїль         | Шеллі Бобріцкі Аріель Нассі                    | 248.7284         | 5                | 182.7332         | 12               |
| 13    | Південна Корея  | Нур Йон Сео Лі Рі Юн                           | 204.8133         | 13               | Завершили виступ | Завершили виступ |
| 14    | Ліхтенштейн     | Ноемі Бушель Лейла Марксер                     | 204.5567         | 14               | Завершили виступ | Завершили виступ |
| 15    | Бразилія        | Лаура Міккучі Габріела Реглі                   | 203.9234         | 15               | Завершили виступ | Завершили виступ |
| 16    | Колумбія        | Меліса Себальйос Естефанія Роа                 | 196.2966         | 16               | Завершили виступ | Завершили виступ |
| 17    | США             | Меґумі Філд Рубі Рематі                        | 196.0066         | 17               | Завершили виступ | Завершили виступ |
| 18    | Канада          | Скарлетт Фінн Кензі Прідделл                   | 192.0200         | 18               | Завершили виступ | Завершили виступ |
| 19    | Австралія       | Каролін Букл Кіера Газзард                     | 189.6634         | 19               | Завершили виступ | Завершили виступ |
| 20    | Словаччина      | К'яра Діки Леа Крайковікова                    | 186.5100         | 20               | Завершили виступ | Завершили виступ |
| 21    | Казахстан       | Аріна Пушкіна Ясмін Туякова                    | 184.2734         | 21               | Завершили виступ | Завершили виступ |
| 22    | Чехія           | Кароліна Клускова Анета Мразкова               | 183.8601         | 22               | Завершили виступ | Завершили виступ |
| 23    | Узбекистан      | Діана Онкес Жійодахон Тошхунджаєва             | 182.8649         | 23               | Завершили виступ | Завершили виступ |
| 24    | Єгипет          | Хана Хіекаль Малак Тосон                       | 179.0300         | 24               | Завершили виступ | Завершили виступ |
| 25    | Сінгапур        | Деббі Со Мія Йон                               | 176.5883         | 25               | Завершили виступ | Завершили виступ |
| 26    | Таїланд         | Понгпімпорн Понгсуван Супітчая Сонгпан         | 175.2599         | 26               | Завершили виступ | Завершили виступ |
| 27    | Угорщина        | Бланка Барбоч Ангеліка Бастьянеллі             | 173.8016         | 27               | Завершили виступ | Завершили виступ |
| 28    | Чилі            | Ісідора Летельєр Росіо Варгас                  | 172.4133         | 28               | Завершили виступ | Завершили виступ |
| 29    | Болгарія        | Саша Мітева Далія Пламенова Пенкова            | 168.6933         | 29               | Завершили виступ | Завершили виступ |
| 30    | Аргентина       | Таціанна Бонуччі Луїсіна Кауссі                | 167.4149         | 30               | Завершили виступ | Завершили виступ |
| 31    | Аруба           | Кіра Хоевертц Мікайла Моралес                  | 165.2667         | 31               | Завершили виступ | Завершили виступ |
| 32    | Туреччина       | Ніл Талу Есманур Їрмібес                       | 163.6001         | 32               | Завершили виступ | Завершили виступ |
| 33    | Коста-Рика      | Андреа Марото Ракуель Цуніга                   | 159.2233         | 33               | Завершили виступ | Завершили виступ |
| 34    | Нова Зеландія   | Єва Морріс Еден Морслі                         | 157.3483         | 34               | Завершили виступ | Завершили виступ |
| 35    | Куба            | Габріела Альпахон Даяріс Варона                | 156.8600         | 35               | Завершили виступ | Завершили виступ |
| 36    | Уругвай         | Агустіна Медіна Лучія Перес                    | 153.1900         | 36               | Завершили виступ | Завершили виступ |
| 37    | Макао           | Ао Венг Чау Ченг                               | 152.1800         | 37               | Завершили виступ | Завершили виступ |
| 38    | ПАР             | Джесс Хаєс-Хілл Лаура Струґнелл                | 126.7933         | 38               | Завершили виступ | Завершили виступ |